# Желіхово (Великопольське воєводство)
Желіхово (пол. Żelichowo) — село в Польщі, у гміні Кшиж-Велькопольський Чарнковсько-Тшцянецького повіту Великопольського воєводства.
Населення — 319 осіб (2011).
У 1975-1998 роках село належало до Пільського воєводства.

## Демографія
Демографічна структура станом на 31 березня 2011 року:
|          | Загалом | Допрацездатний вік | Працездатний вік | Постпрацездатний вік |
| -------- | ------- | ------------------ | ---------------- | -------------------- |
| Чоловіки | 167     | 31                 | 120              | 16                   |
| Жінки    | 152     | 33                 | 87               | 32                   |
| Разом    | 319     | 64                 | 207              | 48                   |